# Pickup convertible

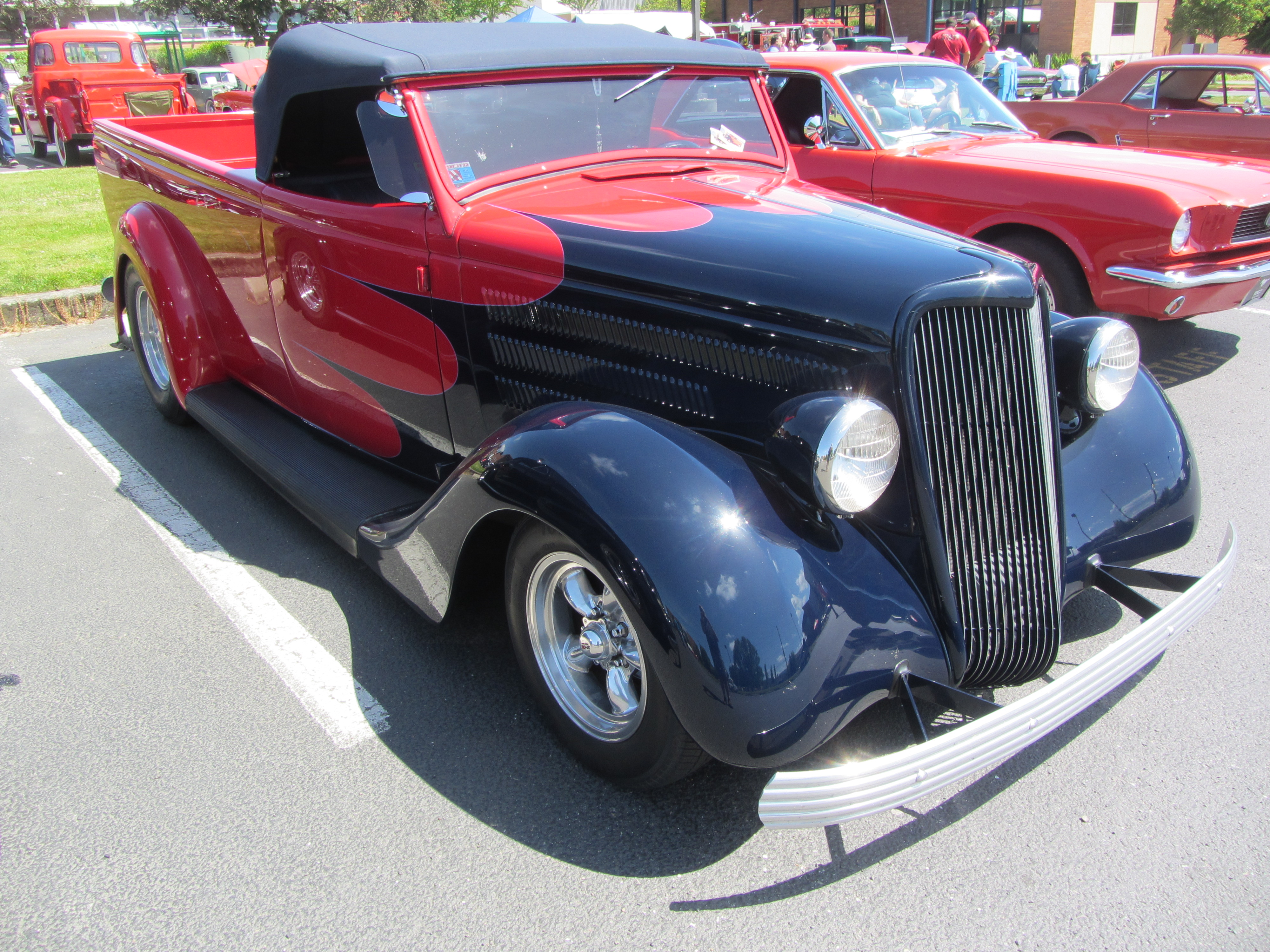
Ford de 1935 pickup convertible

Un pickup convertible es un automóvil que dispone de una carrocería convertible (con la parte superior abierta) y de una plataforma de carga trasera. El concepto es similar al de un pickup cupé, pero con un techo removible en lugar de un techo rígido fijo.
En los Estados Unidos, este estilo de carrocería se denominó pick-up roadster y fue popular durante la década de 1920 y principios de 1930. Algunos ejemplares se conservan como coches antiguos restaurados, auténticas reliquias del motor, aunque también son frecuentes auténticas piezas de chatarra rodante (denominadas "jalopy" en Estados Unidos), mantenidas en funcionamiento en ambientes rurales. Varios fabricantes como Ford Motor Company o Dodge ofrecieron este tipo de vehículos como modelos estándar en sus catálogos de vehículos comerciales.
En Australia, este estilo de carrocería también se denominó "light delivery" ("repartidor ligero").

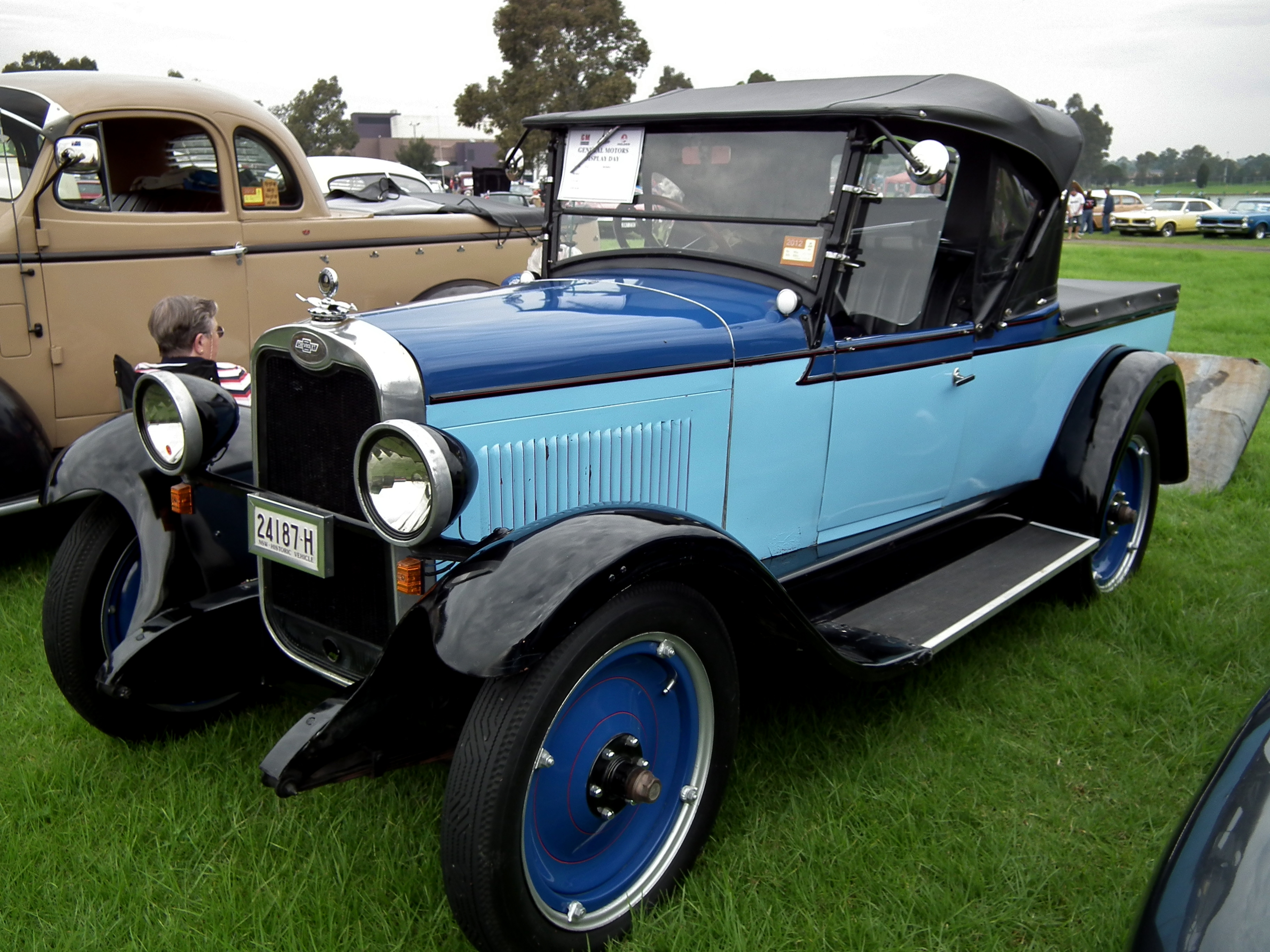
1927 Chevrolet National
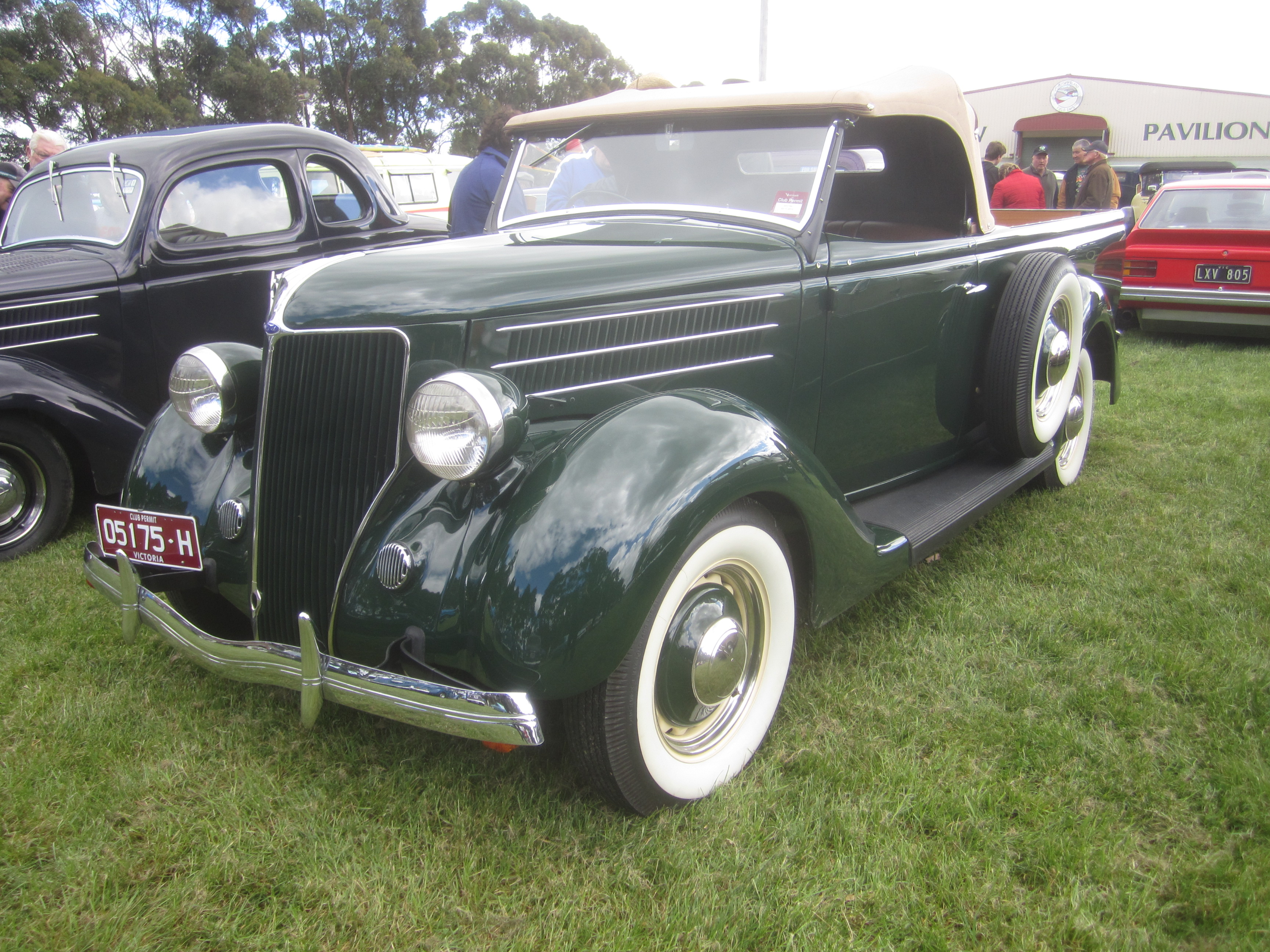
1936 Ford Model 48
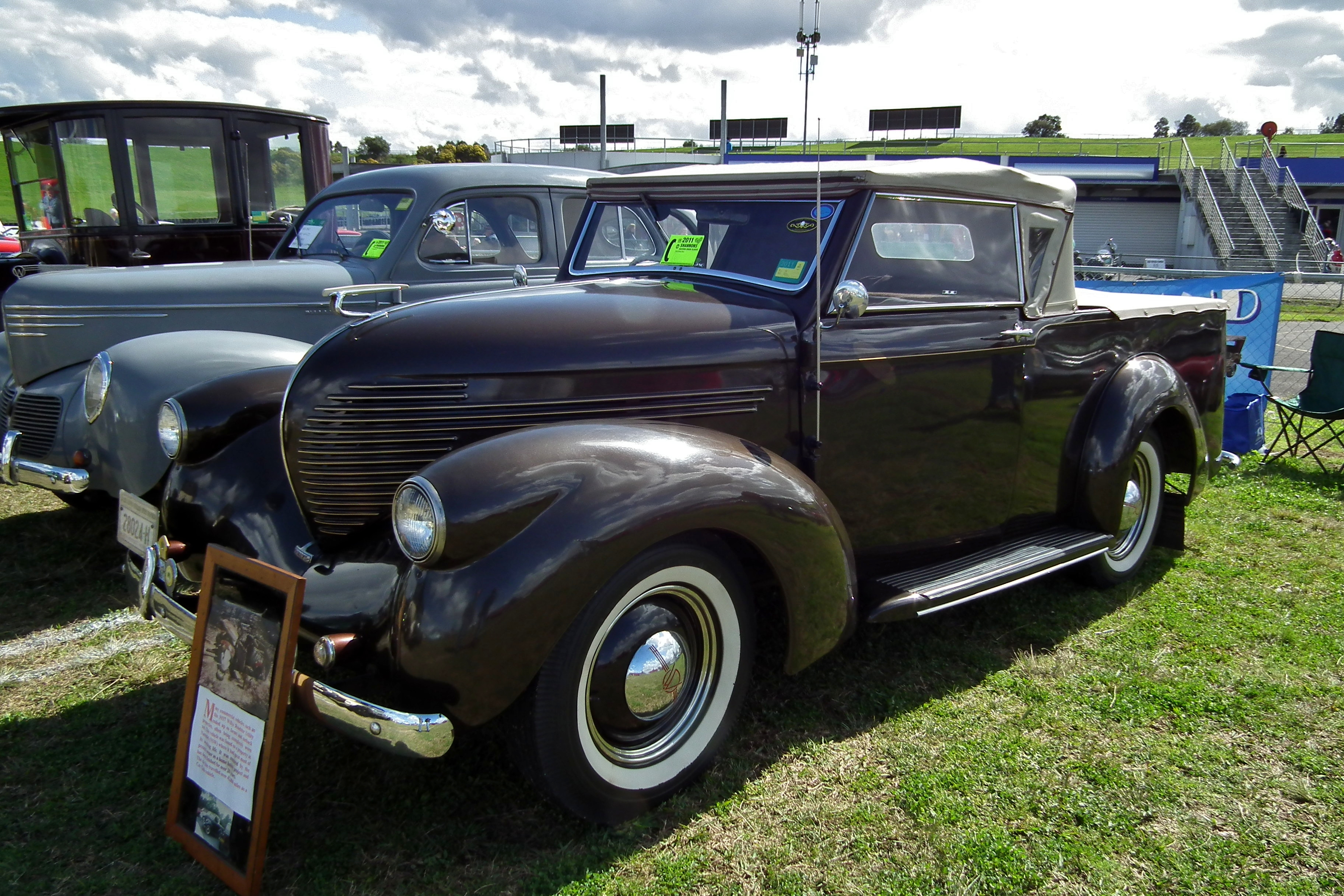
1937 Willys
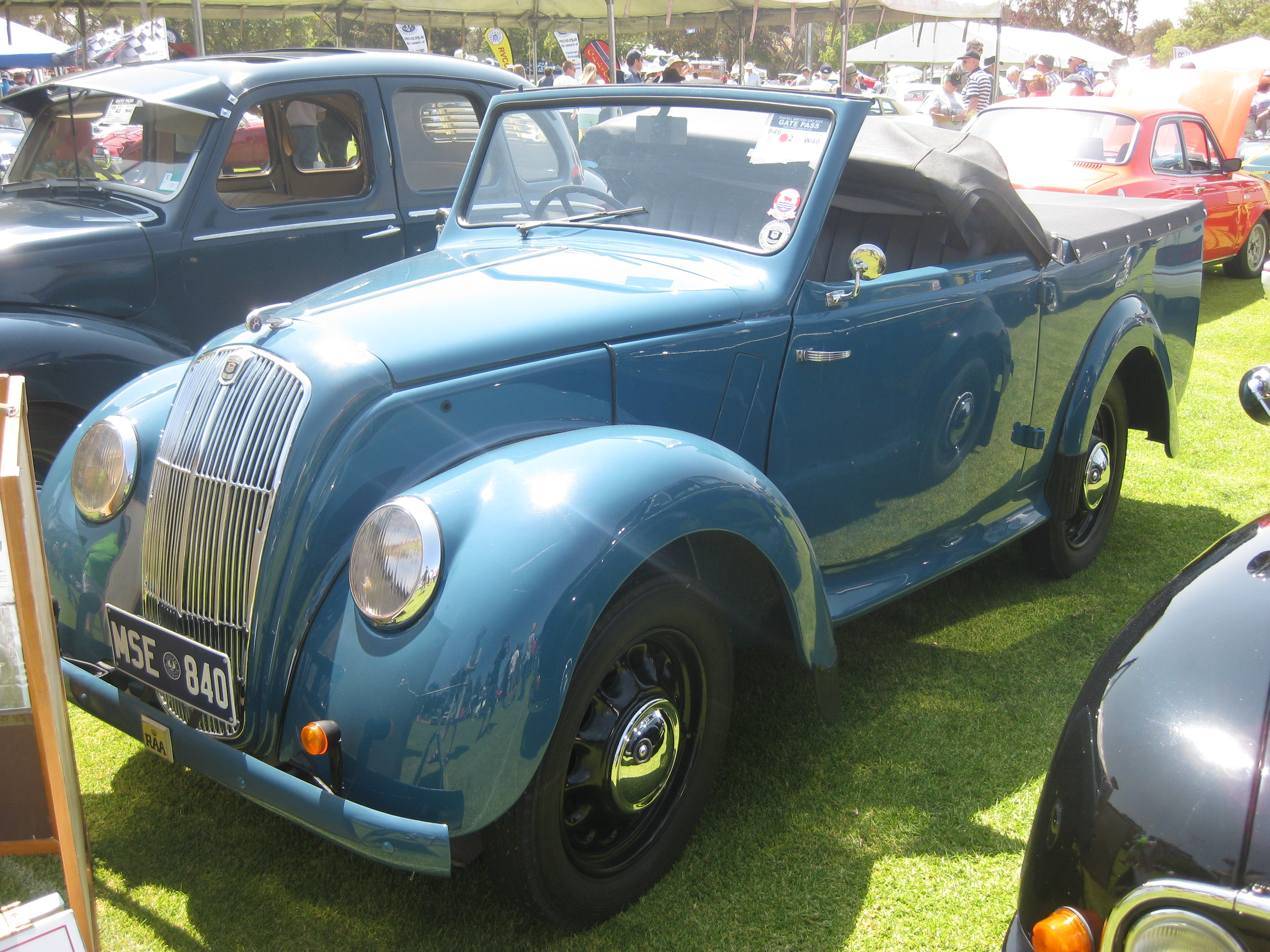
1946 Morris 8/40 Series E